# 烏盧博爾盧
烏盧博爾盧是土耳其的城鎮，由伊斯帕爾塔省負責管轄，位於該國西南部，面積322平方公里，海拔高度1,100米，每年平均降雨量564毫米，2011年人口6,164。

## 外部連結
- District governor's official website （页面存档备份，存于） （土耳其文）
- District municipality's official website （页面存档备份，存于） （土耳其文）

38°05′N 30°27′E / 38.083°N 30.450°E